# 10956 Вогези
10956 Вогези (10956 Vosges) — астероїд головного поясу, відкритий 24 вересня 1960 року.
Тіссеранів параметр щодо Юпітера — 3,539.
За назвою Вогези (фр. les Vosges, нім. Vogesen) — гірський масив на північному сході Франції